# Fonteinmolen

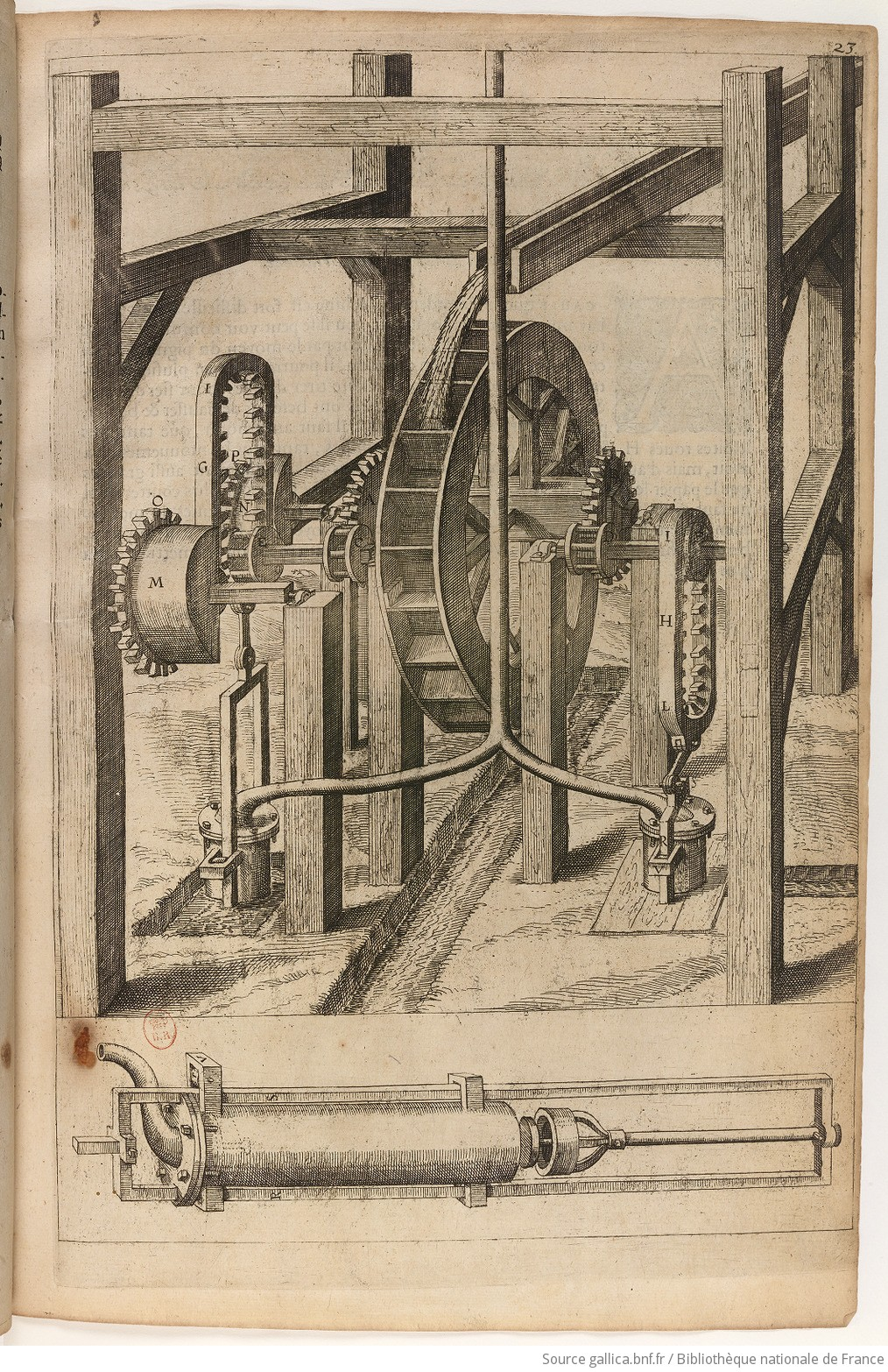
Het waterrad en pompmechanisme van de Fonteinmolen waren gelijkaardig aan de machine beschreven door Salomon de Caus als 'Probleem 16' (Les Raisons des forces mouvantes, 1615)

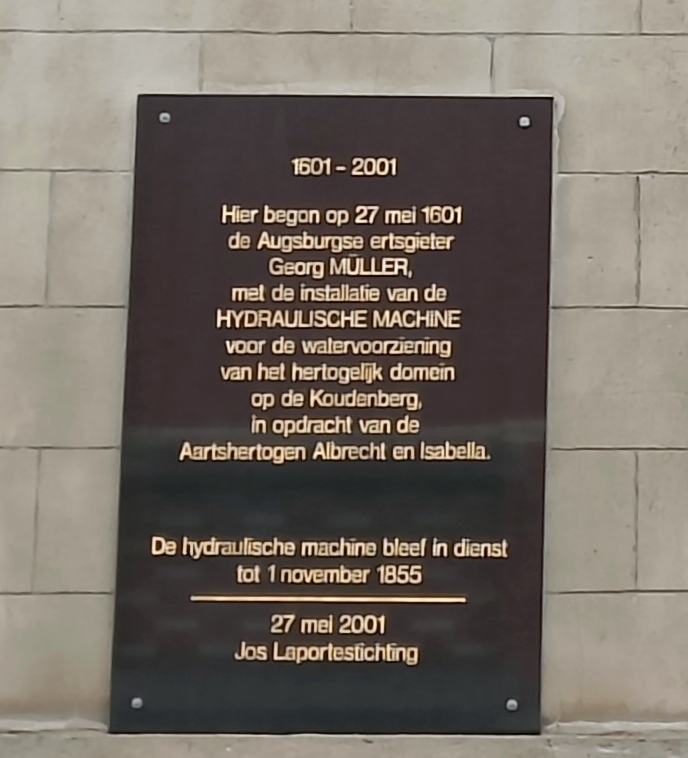
Gedenkplaat in de Pacificatiestraat

De Fonteinmolen was een hydraulische machine in Sint-Joost-ten-Node. Van 1601 tot 1855 pompte hij het drinkbare water van de Broebelaar 45 m hoger naar de Watertoren, van waaruit het werd verdeeld naar het Koudenbergpaleis en andere aristocratische residenties in Hoog-Brussel. In 1855-1858 is de Fonteinmolen ontmanteld.

## Geschiedenis
Oorspronkelijk was de Fonteynmolen een hertogelijke graanmolen op de Maalbeek, stroomafwaarts van de Hoeyvijver. Deze watermolen werd voor het eerst vermeld in 1321 en de vijver in 1250. Hij werd vanaf 1600 herbouwd als pompmachine. De beslissing daartoe kwam van de aartshertogen Albrecht en Isabella, die hun Warande wilden voorzien van moderne fonteinen en hydraulische automaten, zoals Albrecht die kende uit het Alcázar van Toledo.
Twee voorstellen werden vanaf 1600 uitgewerkt door de Italiaanse ingenieur Pietro Sardi. Het tweede concept werd uitgevoerd, zij het met significante aanpassingen. Wellicht om de kosten te drukken werden de voorgestelde vier cilinders teruggebracht tot drie. De uitvoering gebeurde in 1601-1603 door de ingenieur Mathieu Bollin en de Zuid-Duitse metaalgieter Georg Müller. Omdat de watertoevoer niet adequaat bleek, werd Wolfgang II Niederhart erbij gehaald. Ook hij was een Zuid-Duitse metaalspecialist, net als de eerste hoffonteinmeester Gaspard Turkelstein. Het is niet meer mogelijk de bijdrage van deze en andere personen exact te reconstrueren. De Fonteinmolen was hoe dan ook onderdeel van een systeem dat constant bijstelling en reparatie behoefde. 
De molen had twee grote waterraderen die draaiden in een reservoir gevoed door de Maalbeek. Ze dreven drie zuigerpompen aan, waarmee het drinkbare water van de Broebelaar naar een tweede reservoir werd gepompt. Dit drinkbare water werd aangevoerd via 2150 m lange ondergrondse leidingen uit hout en aardewerk. Vanaf de Fonteinmolen werd het water naar de Watertoren gestuwd door een metalen leiding van 640 m lang, die een hoogteverschil van 45 m overbrugde. In 1607 plande Georg Müller drie bijkomende pompen in de Fonteinmolen, maar wellicht werd slechts één ervan gerealiseerd.
De machine pompte dagelijks ongeveer 100 m³ water naar het paleis en de tuinen, maar ze had bijna voortdurend herstellingen nodig. Drie fundamentele problemen waren de oorzaak hiervan. Vooreerst had de Maalbeek een onregelmatige debiet met grote verschillen tussen laag- en hoogwater. Voorts werden de ondergrondse leidingen naar de Watertoren geregeld beschadigd door zware konvooien, waardoor ze lekten. Om de terugkerende verzakkingen te vermijden, werd de Etterbeeksesteenweg in 1724 geplaveid. Ten slotte stond er veel druk op de hydrologie van Sint-Joost en omstreken, met een intensief gebruik door molenaars, tuinbouwers en viskwekers. Hun al precaire evenwicht werd door de Fonteinmolen verder verstoord, wat leidde tot allerlei vandalisme.
Na het afbranden van het Koudenbergpaleis in 1731 bleef de Fonteinmolen in gebruik en werden zelfs pogingen ondernomen om de capaciteit ervan te verhogen, want zijn hoofdfunctie transformeerde tot het voeden van een distributienetwerk waarop steeds meer huizen werden aangesloten. In 1756 was het aantal aansluitingen opgelopen tot een vijftigtal en tegen 1851 was dit nog eens vertienvoudigd. Vanaf 1852 legde de stad Brussel een modern waternet aan. Ze stelde de Fonteinmolen, waarvan ze eigenaar was geworden, in 1855 buiten dienst en liet hem slopen. De materialen werden in 1858 openbaar verkocht.

## Gedenkplaat
Op de plek waar de Fonteinmolen zich bevond, aan de Pacificatiestraat nr. 45, is in 2001 een gedenkplaat aangebracht. Ook de naam van de nabijgelegen Waterkrachtstraat herinnert aan de hydraulische installaties.

## Voetnoten
1. 1 2  Luke Morgan, Nature as Model. Salomon de Caus and Early Seventeenth-Century Landscape Design, 2007, p. 76
2. ↑  Plan en doorsnede in de brochure Archeologie om de hoek, Directie Monumenten & Landschappen, 2009, p. 15
3. ↑  Voor het beginjaar, zie: Luke Morgan, Nature as Model. Salomon de Caus and Early Seventeenth-Century Landscape Design, 2007, p. 77
4. 1 2  Michel Bastin, Waterverhalen. Van aristocratisch, publiek en misschien zelfs democratisch water?, Staten-Generaal van het Water in Brussel, 22 augustus 2013
5. ↑  Vincent Heymans, Laetitia Cnockaert en Frédérique Honoré (eds.), Le palais du Coudenberg à Bruxelles. Du château médiéval au site archéologique, 2014, p. 198
6. ↑  Algemeen Rijksarchief, Kaarten en plattegronden, ms. 1358 en 1359
7. ↑  Luke Morgan, Nature as Model. Salomon de Caus and Early Seventeenth-Century Landscape Design, 2007, p. 74